# Condylostylus yunnanensis
Condylostylus yunnanensis är en tvåvingeart som beskrevs av Zhu och Yang 2007. Condylostylus yunnanensis ingår i släktet Condylostylus och familjen styltflugor. Inga underarter finns listade i Catalogue of Life.